# Cercle d'Aït Ourir
Le cercle d'Aït Ourir, aussi appelée cercle des Aït Ourir, est une circonscription administrative marocaine situé dans la province d'Al Haouz, au sein de la région de Marrakech-Safi.

## Caïdats et Communes
Sept communes rurales relevant de quatre caïdats sont rattachées au cercle d'Aït Ourir.
| Année | Nb. Caïdat | Nb. Commune |
| 1959  | -          | 17          |
| 1973  | 4          | 9           |
| 1983  | 5          | 9           |
| 1991  | 5          | 16          |
| 2010  | 3          | 6           |
| 2014  | 4          | 7           |

## Historique

### Au sein de la Province de Marrakech
Le cercle d'Aït Ourir, créé en 1959, fait partie des 71 premiers cercles qui ont été formés lors du premier découpage communal qu'a connu le Maroc. Le cercle se trouvait dans la province de Marrakech et 17 communes rurales lui étaient rattachées.
Lors du premier recensement général du Maroc de 1960, le cercle d'Aït Ourir était peuplé de 213 274 habitants avec dix-sept communes. Aït Ourir était la plus peuplée de ses communes puisqu'elle était peuplée de 20 600 habitants tandis que la commune la moins peuplée restait Abachkou avec ses 4 185 habitants.
En 1971, le cercle d'Aït Ourir se trouve intégrée dans la nouvelle Région de Tensift, tout comme sa province. Toujours en 1971, dans le cadre du second recensement général du Maroc, le cercle connaissait une évolution démographique de 18.2% permettant à celui-ci d'occuper la 2e place des cercles de la Province de Marrakech en termes de population avec ses 252 072 habitants. La commune d'Aït Ourir restait toujours la commune la plus peuplée du cercle devant le chef-lieu, Demnate. Un rectificatif en 1973 au dernier recensement, avançait la population du cercle à 254 544 habitants.
Lors de la même année à la suite du BO no 3172, sur les dix-sept communes que possédait le cercle d'Aït Ourir, huit d'entre elles quittent le cercle ainsi que la province tout entière dont Demnate. La nouvelle province d'El Kelaâ des Sraghna absorbait donc une partie du cercle d'Aït Ourir. C'est lors de ce changement qu'apparurent les caïdats. Après ce décret, le cercle d'Aït Ourir rétréci comptait neuf communes et quatre caïdats. La population d'après les chiffres de 1971 baissa donc à 149 814 habitants après la perte de huit communes. Dans le cadre du troisième recensement de la population de 1982, une hausse était enregistrée et le cercle comptait 188 210 habitants. En 1983, le caïdat de Rhoujdama qui comportait quatre communes est supprimé et remplacé par deux nouveaux caïdats comportant chacun deux communes : les caïdats d'Abadou et de Touama.

### Au sein de la Province d'Al Haouz
À la création de la Province d'Al Haouz en 1991, le cercle d'Aït Ourir y est intégré et comprend sept nouvelles communes qui apparaissent à partir du territoire des neuf communes qui étaient déjà dans le cercle. Il compte toujours cinq caïdats. Un rectificatif au BO no 4157 supprime le caïdat d'Aït Ourir en septembre 1992 puisque Aït Ourir devient une municipalité. Le caïdat de Faska Sidi Daoud remplace finalement l'ancien caïdat.
En 1994, pour le quatrième recensement du Maroc, le cercle d'Aït Ourir atteint les 211 560 habitants et 30 919 ménages, avec une population en totalité rurale. Tidili Mesfioua était la commune la plus peuplée du cercle avec 22 056 habitants. À partir de 1997, dans le cadre d'un nouveau découpage territorial, le cercle d'Aït Ourir se trouve désormais dans la région de Marrakech-Tensift-Al Haouz.
En 2004, le cercle connait une nouvelle hausse de population et atteint les 230 641 habitants. Mais en 2010, le cercle qui comptait quinze communes n'en compte plus que six à la suite d'un nouveau décret qui scinde en deux la circonscription au profit d'un nouveau cercle : le cercle de Touama. Le cercle qui a perdu neuf communes, ne compte plus que 106 678 habitants selon les données statistiques du recensement de 2004.
En 2014, le cercle connaît des nouveaux changements. Le caïdat de Tidili Mesfioua qui se trouvait dans le cercle de Touama et qui comportait 2 communes est scindé en deux : la commune de Tidili Mesfioua se trouve désormais dans le cercle d'Aït Ourir, au sein du même caïdat, tandis que la commune de Tighedouine reste dans le cercle de Touama, au sein d'un nouveau caïdat : caïdat de Tighedouine. Un recensement officiel a lieu lors de la même année, le cercle compte désormais 149 268 habitants, pour 7 communes rurales relevant de quatre caïdats.
Depuis 2015, dans le cadre du nouveau découpage régional, la région de Marrakech-Tensift-Al Haouz est remplacée par la nouvelle région de Marrakech-Safi. La province d'Al Haouz est donc intégrée à cette nouvelle région, tout comme le cercle d'Aït Ourir.

## Démographie
Selon les données communales des derniers recensements, la population du cercle d'Aït Ourir, avant le rattachement d'une partie de ses communes au cercle de Touama, est passée, de 1994 à 2004, de 211 615 à 230 641 habitants.
Mais en comptant seulement les trois caïdats englobant six communes que dispose le cercle d'Agadir-Banlieue depuis le décret du 25 octobre 2010, la population du cercle est passée, de 1994 à 2004, de 92 976 à 106 678 habitants.
Depuis le dernier recensement de 2014, le cercle d'Aït Ourir est officiellement peuplé de 149 268 habitants et compte 28 991 ménages.
| Année                          | Population totale | Ménages | Nb. Caïdat | Nb. Commune |
| ------------------------------ | ----------------- | ------- | ---------- | ----------- |
| 1960                           | 213 274           |         | -          | 17          |
| 1971                           | 254 544           |         | -          | 17          |
| 1982                           | 188 210           | 23 365  | 4          | 9           |
| 1994                           | 211 615           | 30 919  | 5          | 16          |
| 2004                           | 230 641           | 36 794  | 5          | 16          |
| 2014                           | 149 268           | 28 991  | 4          | 7           |
| Données issues de recensements |                   |         |            |             |

## Administration et politique

### Découpage territorial
| Caïdat              | Nombre de communes | Communes                        | Population en 2014 (hab.) | Ménages en 2014 |
| ------------------- | ------------------ | ------------------------------- | ------------------------- | --------------- |
| Faska Sidi Daoud    | 2                  | Aït Sidi Daoud, Aït Faska       | 45 186                    | 9 017           |
| Ghmate              | 2                  | Ghmate, Iguerferouane           | 37 032                    | 6 827           |
| Sidi Abdellah Ghiat | 2                  | Sidi Abdellah Ghiat, Tamazouzte | 45 344                    | 9 101           |
| Tidili Mesfioua     | 1                  | Tidili Mesfioua                 | 21 706                    | 4 046           |

### Offres de soins
| Caïdat              | CSCA | CSC | DR |
| Faska Sidi Daoud    | 1    | 1   | 0  |
| Ghmate              | 1    | 1   | 1  |
| Sidi Abdellah Ghiat | 0    | 2   | 0  |
| Tidili Mesfioua     | 0    | 1   | 1  |